# Tersilochus obscurator
Tersilochus obscurator ist ein Hautflügler aus der Familie der Schlupfwespen (Ichneumonidae).

## Merkmale
Adulte Individuen von Tersilochus obscurator sind von braun-schwarzer Farbe, leicht glänzend und ca. 3,5 bis 4 mm lang.
Die Eier sind bananenförmig gebogen, durchscheinend transparent und etwa 0,39 mm lang und 0,11 mm breit.

## Vorkommen
Tersilochus obscurator ist europaweit verbreitet. Auch in Großbritannien, Irland und in der Ukraine wurde die Art nachgewiesen. Nach der Winterruhe erscheinen die Schlupfwespen ab Mitte April bis Mai. Damit unterscheiden sie sich von der äußerlich kaum zu unterscheidenden Art Tersilochus microgaster, die im gleichen Verbreitungsgebiet schon Ende März erscheint und auf den Rapserdfloh (Psylliodes chrysocephala) als Wirt spezialisiert ist.

## Lebensweise
Tersilochus obscurator ist ein Parasitoid des Gefleckten Kohltriebrüsslers (Ceutorhynchus pallidactylus)
In der Lebensweise ähnelt Tersilochus obscurator stark Tersilochus fulvipes, der die Larven des Großen Rapsstängelrüsslers (Ceutorhynchus napi) parasitiert.
Ende April/Anfang Mai erfolgt die Einwanderung der Schlupfwespen in die Rapsfelder. Die Weibchen suchen die Larven des Gefleckten Kohltriebrüsslers (Wirtslarve), die in den Blattstielen der Rapspflanzen minieren. Dabei lassen sie sich von Duftstoffen der Pflanze, bzw. von den Vibrationen der Wirtslarve leiten.
Sobald eine Wirtslarve gefunden ist, durchsticht das Weibchen mit ihrem Ovipositor das Pflanzengewebe und legt in die Wirtslarve ein Ei hinein. Aus dem Ei schlüpft die Larve von Tersilochus obscurator, die zunächst die Lebensweise der Wirtslarve nicht beeinträchtigt. Erst wenn die Wirtslarve im letzten Larvenstadium ist, zeigt die Larve des Parasitoiden eine starke Zunahme im Wachstum. Die Wirtslarve wird getötet, sobald sie sich im Boden in einem Kokon zur Präpuppe gewandelt hat. Die Larve von Tersilochus obscurator schlüpft dann aus der toten Wirtslarve und spinnt im Kokon der Wirtslarve einen eigenen, seidenen Kokon. Sie überwintert dort als schlupfbereite, erwachsene Schlupfwespe.
Es wird nur eine Generation pro Jahr gebildet.
Es ist bisher nicht geklärt, welche Larvenstadien des Gefleckten Kohltriebrüsslers die Schlupfwespe Tersilochus obscurator bevorzugt. Da der Ovipositor der Weibchen in der Länge begrenzt ist, wird angenommen, dass die Larven des Gefleckten Kohltriebrüsslers nur parasitiert werden, solange sie sich in den Blattstielen befinden. Wenn die Larven des Gefleckten Kohltriebrüsslers in den Rapstrieb abwandern, sind sie für den Parasitoiden vermutlich unerreichbar, da diese den dicken Rapsstängel nicht mit ihrem kurzen Ovipositor durchdringen können.
Mehrfachbelegungen der Wirtslarve sind möglich, d. h., es können mehrere Eier durch verschiedene Weibchen der Schlupfwespe in eine Wirtslarve gelegt werden (Superparasitierung).

## Synonym
Thersilochus tripartitus Brischke spp. obscurator Aubert.

## Belege